# Antipodophlebia asthenes
Antipodophlebia asthenes – gatunek ważki z rodziny żagnicowatych (Aeshnidae); jedyny przedstawiciel rodzaju Antipodophlebia. Występuje we wschodniej Australii.